# أوكودا سان ميغيل
أوكودا سان ميغيل (بالإسبانية: Okuda San Miguel)‏ هو رسام إسباني، ولد في 19 نوفمبر 1980 في سانتاندير في إسبانيا.

## وصلات خارجية
- الموقع الرسمي